# コントロール・オブ・バイオレンス
『コントロール・オブ・バイオレンス』（CONTROL OF VIOLENCE）は、2015年7月25日に公開された日本映画。監督は石原貴洋、主演は山中アラタ。ヤクザが縄張りとしていた大阪のあるエリアを関東のチンピラ集団が奪いにやってきた。郷田はヤクザをやめカタギになっていたが、家族同然だった仕事仲間や元弟分たちが抗争の犠牲になるのを見て、おさえつけていた暴力的衝動をコントロールできなくなる。

## あらすじ
大阪。郷田は2年前にヤクザをやめてカタギになった。世話になっていた酒屋の店主を守ってやれなかったからである。今はギョウザ工場長。酒屋は娘のマコトが継ぎ、彼の工場にみりんや料理酒を配達している。
大谷組のシマで、組員二人がチンピラ二人から殺された。そのあと能面をつけた人物があらわれて、チンピラ二人を始末したという。郷田の元弟分で今は大谷組幹部の丸山が工場をおとずれ、あれは兄貴の仕業かと尋ねたが、郷田には覚えがなかった。
組員の葬儀の最中、使いに出た大谷組の組員がサブゼロからつぎつぎに襲われる。サブゼロは前科30犯、関東のチンピラ集団”脳天連合”のリーダーでヤクザの組を潰した経歴を持つ。神出鬼没で卑怯な手を使う脳天連合に手を焼いた丸山は郷田に頭を下げて助けを求めるが、郷田は断る。
ギョウザ工場の仲間で腕に覚えのある桜井が郷田が止めるのも聞かず街にチンピラ退治に出かける。しかし脳天連合のナンバー2、クリス兄弟に殺されてしまう。桜井の家には来月赤ん坊が生まれる予定であった。そして丸山が殺られたという報せが届く。郷田は自分をおさえられなくなった。
死を覚悟した郷田が遺言状をマコトにわたすと彼女はどこから手に入れたのか脳天連合の居場所を書いたメモを出す。作業服を脱ぎ捨て見事な彫り物を見せて出ていく郷田の背中を見ながらマコトは号泣する。郷田がチンピラを始末してまわる間に、大谷組事務所はクリス兄弟によって全滅させられていた。
郷田はついにサブゼロと対決する。闘いには勝ったが、脚を負傷して立つことができない。 クリス兄弟”兄”があらわれピンチになった郷田を"能面"が救う。闘いのあと、郷田はヤクザの大親分を訪れ、あのシマを仕切れるのは俺しかおらん、と3代目大谷組の襲名を宣言する。

## キャスト
- 郷田（現・ギョウザ工場長　元・大谷組幹部） - 山中アラタ
- 前科30犯　通称”サブゼロ” - 渋川清彦
- 酒屋マコト - 屋敷紘子
- クリス兄弟”兄” - 尚玄
- クリス兄弟"弟" -  木原勝利
- 丸山 - 八神湧
- 大谷組長 - 海道力也
- 鬼城 - 大瀬誠
- 桜井 - 大宮将司
- 冷凍庫番 - 仲谷進
- 花丸 - 仁科貴
- 徳丸新作
- 松田尚子
- 福山俊朗
- 太田姫子
- 外道・杉村（ハゲ） - 沖一文字

## スタッフ
- 脚本・編集・音響効果・監督 - 石原貴洋
- プロデューサー - 林海象
- クリエイティブ・プロデューサー - 後藤克秀
- シナリオアドバイザー - 堀之内敏明
- ロケーション・コントロール - 加藤道也
- 制作 - 山口理沙、磯部鉄平
- 撮影 -  谷康生、中條航
- 録音 - 杉本崇志、深田絵理佳
- 助監督 - 山口晃三郎
- 刺青 -  初代彫政統、彫成、細見彩子
- 車両 - 大宮将司
- 特殊メイク・造形物 - 仲谷進、西村美希、布野慶一、久幾田昌、長井航
- 音楽 - 今村左悶

## 出品
- 2015年 ゆうばり国際ファンタスティック映画祭正式出品[2]